# Victoria (film, 2015)
Victoria är en tysk spänningsfilm från 2015 i regi av Sebastian Schipper och med Laia Costa i huvudrollen. Den handlar om en spanjorska bosatt i Berlin som i samband med en klubbnatt dras in i ett bankrån tillsammans med fyra män hon precis har träffat. Hela filmen är inspelad i en enda obruten tagning, från omkring klockan halv fem till sju på morgonen i stadsdelerna Kreuzberg och Mitte. Rörelserna var noga planerade medan dialogen är improviserad. Inspelningen tog tre försök.

## Medverkande
- Laia Costa som Victoria
- Frederick Lau som Sonne
- Franz Rogowski som Boxer
- Burak Yigit som Blinker
- Max Mauff som Fuss
- André Hennicke som Andi
- Anna Lena Klenke som ung mor
- Hans-Ulrich Laux som taxichaufför
- Eike Frederik Schulz som krogägare

## Utmärkelser
Premiären ägde rum vid filmfestivalen i Berlin 2015, där fotografen Sturla Brandth Grøvlen tilldelades Silverbjörnen för bästa tekniska insats. Filmen tilldelades Tyska filmpriset för bästa film, regi, kvinnliga huvudroll, manliga huvudroll (Frederick Lau), foto och musik. Den var även nominerad för bästa ljud.